# Gnathophausia childressi
Gnathophausia childressi is een kreeftachtigensoort uit de familie van de Gnathophausiidae. De wetenschappelijke naam van de soort is voor het eerst geldig gepubliceerd in 1996 door Casanova.